# Egyszínű csőricse

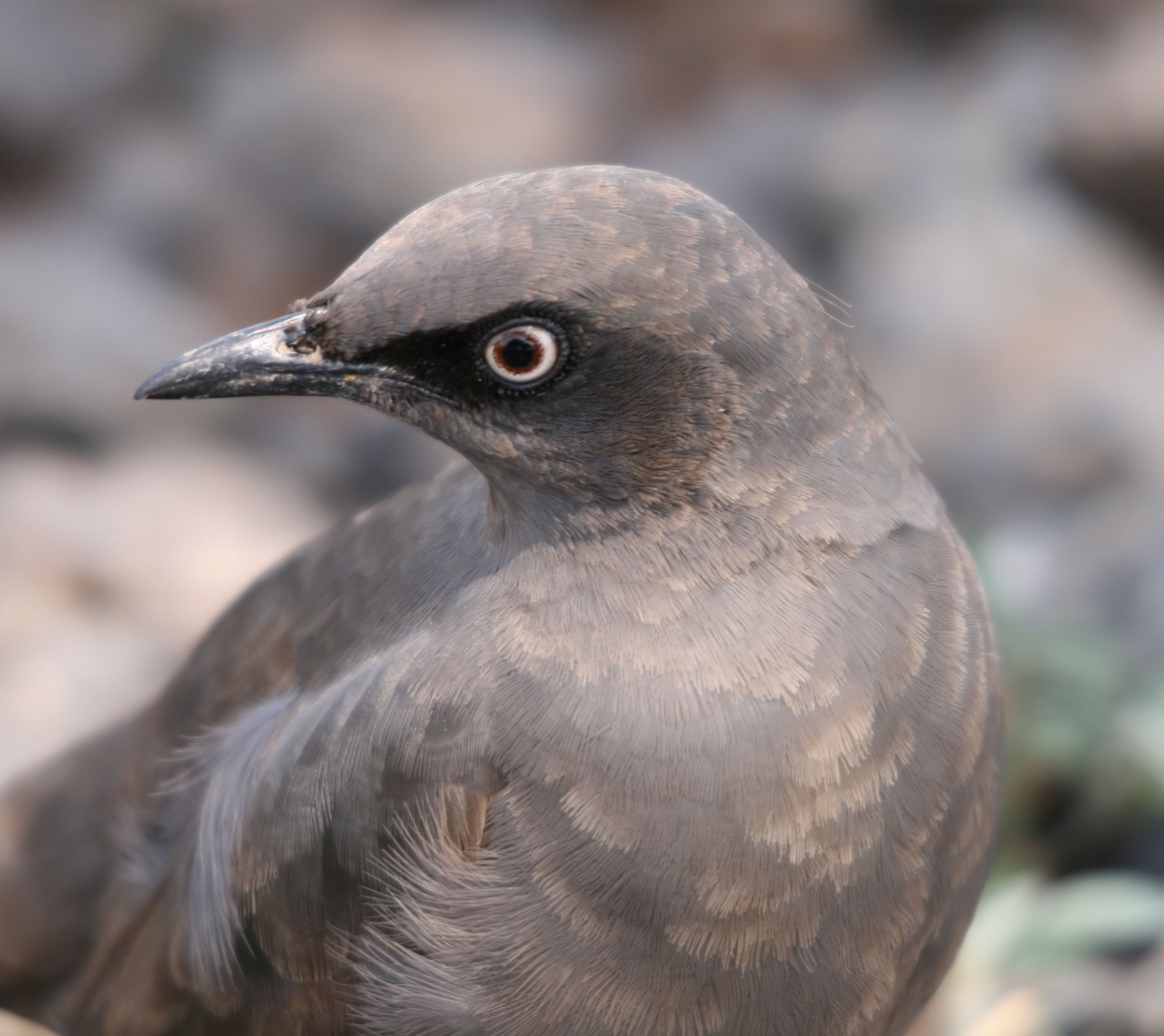

Az egyszínű csőricse (Cosmopsarus unicolor)  a madarak osztályának verébalakúak (Passeriformes) rendjébe és a seregélyfélék (Sturnidae) családjába tartozó faj.
Besorolása vitatott, az újabb kutatások a Lamprotornis nembe helyezik Lamprotornis unicolor néven.

## Előfordulása
Kelet-Afrikában, egy viszonylag kis területen, Tanzánia középső részein őshonos. Olykor mint kóborló megjelenik Kenya területén is.
Nyílt szavannák, bozótos területek és nyílt erdők madara, olykor a külvárosi kertekben is megjelenik.

## Megjelenése
Hossza 30 centiméter, de ebből jelentős rész esik hosszú farkára. Alakja nagyon hasonlít közeli rokonára, a királycsőricsére (Cosmopsarus regius), de annak színpompás tollazatával ellentétben e faj tollai egész testén egyszínű szürkék. Nászidőszakban szárnyai, farka és háta sötét olajzöld fényben csillognak, egyébként tollazata matt. Csőre és lábai is szürkék. Szeme világossárga.
A fiatal madarak tollazata még fakóbb, mint az öregeké, farkuk rövidebb és szemük barna.

## Életmódja
Bár közeli rokona a fényseregélyeknek (Lamprotornis nem), de megjelenése és életmódja is jelentősen eltér azokétól. A főleg gyümölcsevő fényseregélyekkel szemben ez a faj elsősorban  kisebb állatokkal, így rovarokkal, pókokkal, férgekkel és csigákkal táplálkozik, melyeket a talajon vagy a levegőben kap el. Gyümölcsöt csak kiegészítésképp fogyaszt.
Kis, 3-10 egyedből álló csoportokban él. Ha a csoport megriad, akkor hangosan fütyülve emelkednek fel a madarak a magasba. Egy-egy csoport igen összetartó, nemcsak táplálkozás közben, de a fészkelési időszakban is egymás mellett élnek és a csoport tagjai segítenek egymásnak a fiókák felnevelésében is.

## Szaporodása
Faodúba vagy sziklaodúba fűből építi gömb alakú fészkét, tollakkal béleli. A tojó 4-5 tojást rak, melyeken felváltva költenek a hímmel 12 napig. A fészek építésében, a kotlásban és a fiókák nevelésében mindkét szülő részt vesz.

## Fordítás
- Ez a szócikk részben vagy egészben a Grauglanzstar című német Wikipédia-szócikk ezen változatának fordításán alapul.  Az eredeti cikk szerkesztőit annak laptörténete sorolja fel. Ez a jelzés csupán a megfogalmazás eredetét és a szerzői jogokat jelzi, nem szolgál a cikkben szereplő információk forrásmegjelöléseként.